# Tantilla planiceps
Tantilla planiceps is een slang uit de familie toornslangachtigen en de onderfamilie Colubrinae.

## Naam en indeling
De wetenschappelijke naam van de soort werd voor het eerst voorgesteld door Henri Marie Ducrotay de Blainville in 1835. Oorspronkelijk werd de wetenschappelijke naam Coluber planiceps gebruikt. Er is nog geen Nederlandstalige naam voor deze soort. De soortaanduiding planiceps kan vrij vertaald worden als 'platte kop'.

## Uiterlijke kenmerken
De slang blijft klein en wordt ongeveer tien tot veertig centimeter lang. Het lichaam is bruin van kleur aan de bovenzijde, de buikzijde heeft een afstekende rode kleur. De kop is donkerbruin tot zwart en steekt af tegen de rest van het lichaam door een witte band in de nek.

## Verspreiding en habitat
Tantilla planiceps komt voor in delen van Noord-Amerika en leeft in de landen Mexico in de staat Baja California en in de Verenigde Staten in de staat Californië.. De slang wordt gevonden tot een hoogte van meer dan 1200 meter boven zeeniveau. De habitat bestaat uit bossen, savannen, scrublands en graslanden. Deze soort leidt een verscholen bestaan en is meestal te vinden onder stenen en andere objecten. De slang graaft veel en kan zich snel ingraven.

## Levenswijze
Tantilla planiceps eet vanwege zijn geringe lengte kleine ongewervelden, zoals insecten en duizendpotigen. De slang is giftig voor prooidieren maar het gif is ongevaarlijk voor de mens. De slang is eierleggend maar over de voortplanting en de levenswijze is niet veel bekend.

## Beschermingsstatus
Door de internationale natuurbeschermingsorganisatie IUCN is de beschermingsstatus 'veilig' toegewezen (Least Concern of LC).